# محمدعلی سهمانی
محمدعلی سهمانی اصل، مدیرعامل اسبق بانک توسعه تعاون بود. وی پس برکناری علی صدقی در پی افشای فیش‌های حقوقی، در حالی که خود جزو دریافت کنندگان حقوق نجومی بود گزینه احتمالی برای تصدی سمت مدیرعاملی بانک رفاه کارگران شد که در نهایت به این سمت منصوب شد. وی تا ۱۵ دی ماه ۱۳۹۸ مدیر عامل بانک رفاه بود.سهمانی عضو هیات مدیره بانک مسکن در دولت دهم بود.